# إله الرعد
إله الرعد هي لعبة فيديو لـ إم اس-دوس تم إنشاؤها بواسطة رون ديفيس ونشرتها شركة إبداعات البرمجيات في عام 1993. تم إصداره كبرنامج تجريبي ، ثم أصبح برنامجًا مجانيًا حوالي عام 2002.[بحاجة لمصدر] القصة و الشخصيات مبنية على الأساطير الإسكندنافية مع روح الدعابة 

## روابط خارجية
- الموقع الرسمي
- إله الرعد على موبي غيمز
- إله الرعد يمكن لعبها مجانا في المتصفح في أرشيف الإنترنت
- God of Thunder source code repository on SourceForge